# William Hartley (martyr)
Pour les articles homonymes, voir Hartley et William Hartley.
William Hartley, né à Wilne dans le Derbyshire en 1557 et mort martyr le 5 octobre 1588 à Shoreditch, dans la banlieue de Londres, est un prêtre anglican puis catholique anglais arrêté et exécuté sous le règne d'Élisabeth Ire. 

## Biographie
Né dans une famille anglicane, il est inscrit au Collège Saint John de l'Université d'Oxford, institution qui forme les futurs prêtres (au départ catholiques puis anglicans) afin de devenir prêtre. Ordonné prêtre anglican, il est néanmoins convaincu de sympathies catholiques. Il est renvoyé de l'institution en 1579. Il choisit alors de rejoindre le continent et le collège anglais de l'université de Reims. L'année suivante, il est ordonné prêtre catholique à Châlons. De retour en Angleterre, il se rapproche de deux jésuites Robert Parsons et Edmund Campion qu'il aide malgré les risques encourus dans leurs travaux de publications et de diffusions de livres catholiques dans le royaume. L'imprimerie clandestine située dans le château de la famille Stonor dans le Oxfordshire est découverte en octobre 1581. Arrêté, il est enfermé dans la prison de Marshalsea. Dans un premier temps, ses conditions de détention restent peu sévères. Officiellement, il est toujours prêtre anglican et on ignore en fait s'il est prêtre catholique ou pas. Surpris en train de dire la messe dans la prison pour William Vaux, un Lord anglais emprisonné pour ses activités en soutien au camp catholique, sa véritable identité est mise au jour. Il est mis aux fers en attendant son procès. Jugé pour conspiration, il passe deux années en prison avant d'être condamné en 1585 à l'exil. Après un temps au collège anglais de Reims et un pèlerinage à Rome, il repart clandestinement pour l'Angleterre. Il est arrêté en septembre 1588. À la suite de l'échec de l'invasion espagnole par l'Invincible Armada et à l'hystérie anti-catholique qu'elle provoque, il est mis à mort le mois suivant. Il est pendu en même temps qu'un autre prêtre, John Hewitt.

## Vénération
Reconnu comme un martyr catholique, il est béatifié en 15 décembre 1929 par le pape Pie XI. Vénéré par l'Église catholique, il est fêté le 5 octobre et est compté dans la liste des Cent sept martyrs d'Angleterre et du pays de Galles.

## Voir également